# Inden
Inden település Németországban, azon belül Észak-Rajna-Vesztfália tartományban. Lakosainak száma 7608 fő (2023. december 31.). Inden Langerwehe, Düren, Eschweiler, Aldenhoven és Jülich községekkel határos.

## Népesség
A település népességének változása:
| Lakosok száma | 8115 | 6853 | 7426 | 7421 | 7418 | 7507 | 7608 |
|               | 1975 | 2010 | 2017 | 2019 | 2021 | 2022 | 2023 |